# Виняшур-Бия (деревня)
Виняшур-Бия — деревня в Селтинском районе Удмуртской республики.

## География
Находится в западной части Удмуртии на расстоянии приблизительно 6 км на запад по прямой от районного центра села Селты.

## История
Известна с 1747 года как деревня «живут себе усадом по ключю Виняшур». В 1873 году здесь (Ванящур-Бия или Кесшур-Бия) 11 дворов, в 1893 (починок Виняшур-Бия) 26 дворов, в 1905 (снова деревня) — 26, в 1924 — 41. До 2021 года входила в состав Кильмезского сельского поселения.

## Население
Постоянное население составляло 14 мужчин (1747, удмурты), 98 человек (1873), 175 (1893, русских 154 и удмуртов 21), 223 (1924), 288 (1924, русские), 27 человек в 2002 году (русские 85 %), 11 в 2012.